# Willy Linthout
Willy Linthout (Lokeren, 1 mei 1953) is een Vlaams striptekenaar.
Hij is vooral bekend als tekenaar van de vedettestrip Urbanus, die hij al sinds 1982 samen met de gelijknamige Vlaamse komiek Urbanus maakt.
Linthout verkreeg ook lof van de critici voor zijn stripreeks Jaren van de olifant (2007), waarin de zelfdoding van zijn zoon het thema vormt. De reeks werd gebundeld in een boek en tevens vertaald in het Engels.

## Biografie
Willy Linthout besloot striptekenaar te worden nadat hij, als kind, een stripalbum van Nero las: Het Rattenkasteel.
Zijn eerste stripwerkjes liet hij op eigen kosten drukken. Maar een succes werden ze niet. In 1982 verscheen zijn eerste album, "De Zeven van Zeveneken" (1982), een parodie op Nero. Hij verwierf pas bekendheid in de stripwereld toen hij dat jaar de nieuwe stripreeks Urbanus begon. Uiteraard in samenwerking met cabaretier Urbanus zelf. In de strips van Urbanus heeft hij zelfs zijn eigen personage, dat in enkele albums voorkomt.
Vanaf het eerste album was deze stripreeks, die goed past in de Vlaamse striptraditie van Nero, Jommeke en Suske en Wiske, een succes in Vlaanderen. Linthout werd in de beginjaren door veel mensen echter verweten dat zijn tekenstijl zo amateuristisch was. In de loop der jaren is deze er echter aanzienlijk op vooruit gegaan.
Sindsdien heeft Linthout als schrijver meegewerkt aan Roboboy en als tekenaar aan De Kiekeboes en De strip van 7. Met Erik Wielaert werkt hij aan de nieuwe stripreeks Het laatste station.
Sinds 2007 tekent hij aan een 8-delige stripreeks met de titel Jaren van de olifant. Het verhaal gaat over een vader wiens zoon zelfmoord pleegde. Linthout tekende de reeks omwille van zijn eigen zoon Sam Linthout (1983-2004) die op 21-jarige leeftijd zelfmoord pleegde. Sam speelde reeds de sleutelrol in het 50ste stripalbum in de Urbanusreeks: De hete Urbanus.
In 2012 publiceerde hij het boek "Wat wij moeten weten", een tragikomisch verhaal over drie broers die kampen met de dood van hun moeder, alcoholisme en depressie.
Hij ontving in 2009 de Bronzen Adhemar.
Na het laatste album van Urbanus richtte hij zich met Ann Smet en Steven de Rie vanaf 2022 op de stripreeks De familie Super.
Willy Linthout is getrouwd met Magda en heeft twee broers.

## Trivia
- Hij werd in het "Urbanus"-album De tenor van Tollembeek opgevoerd als tekenaar "Willy Lintworm".
- In De hete Urbanus speelt hij de rol van César, vader van Urbanus.
- Willy Linthout kreeg als verwoed verzamelaar een kleine bijrol toebedeeld in het De Kiekeboes-album Vluchtmisdrijf.
- Zijn ouders hebben bij de Burgerlijke Stand als zijn geboortedatum 30 april opgegeven om een maand extra kindergeld te krijgen.

- Bibliothèque nationale de France: cb16793880g (data)
- Catàleg d'autoritats de noms i títols de Catalunya: 981058529592206706
- Gemeinsame Normdatei: 141805862
- International Standard Name Identifier: 0000 0000 8640 0195
- Library of Congress Control Number: no2012105015
- Nederlandse Thesaurus van Auteursnamen: 069915598
- RKD-Nederlands Instituut voor Kunstgeschiedenis: 108945
- Virtual International Authority File: 125078913
- WorldCat: E39PBJmHKMBwDRWh6cXm39pMfq